# Elena Riccoboni
Elena Riccoboni (Ferrara, Emília-Romanya, 27 d'abril, 1686 - París, Illa de França, 29 de desembre, 1771) fou una actriu, dramaturga i escriptora italiana.
De soltera Elena Virginia Baletti, descendia d'una família d'artistes i en casar-se amb Luigi Riccoboni agafà el cognom d'aquest, i amb el que tingueren un fill Antonio Francesco (1707-1772 que també fou actor i escriptor com els seus pares. Treballà molts anys a l'escena amb el seu marit, retirant-se quan aquest abandonà el teatre.
Va escriure diverses obres dramàtiques d'escàs èxit, com Le naufrage, imitació de Planti; Abdally, roi de Granade, etc.a més, publicà alguns treballs de crítica i novel·les, i Recueil de pièces et d'histoires (1783). De les seves obres se'n van fer diverses edicions, una d'elles després de la seva mort, en 14 volums.
Amb motiu de la traducció de Jerusalén llibertada, per Mirabeau, dirigí a aquest algunes observacions, que foren aprofitades per ell en la següent edició.